# Красна Річка (Нагорський район)
Кра́сна Річка (рос. Красная Речка) — присілок у складі Нагорського району Кіровської області, Росія. Входить до складу Кобринського сільського поселення.
Населення становить 48 осіб (2010, 199 у 2002).
Національний склад станом на 2002 рік — росіяни 71 %.